# Serge Dyot
Serge Dyot, né le 21 janvier 1960, est un judoka français de la catégorie des moins de 71 kg.
Il est vice-champion du monde de judo en 1981 et vice-champion d'Europe de judo en 1984.
Il est le frère du judoka Christian Dyot.